# Makovo (ort)
Makovo är en ort i Nordmakedonien. Den ligger i kommunen Novaci, i den södra delen av landet, 100 kilometer söder om huvudstaden Skopje. Makovo ligger 698 meter över havet och antalet invånare är 319.